# Fluvastatine
La fluvastatine est un principe actif de la famille des statines ayant une action hypolipémiante par inhibition de la HMG-Co A réductase. Elle est commercialisée dans les spécialités FRACTAL et LESCOL. 

## Propriétés physico-chimiques
La molécule de fluvastatine a une double liaison carbone-carbone typique d'un alcène. Ainsi, elle peut se présenter sous la forme de deux diastéréoisomères, Z (cis) ou E (trans). Par ailleurs, cette molécule a aussi deux atomes de carbone asymétrique et pas de plan de symétrie donc peut former 2 paires d'énantiomères. Au total, la molécule de fluvastatine se présente donc sous forme de 8 stéréoisomères.
Le médicament est composé de la paire d'énantiomères :
- acide (3R,5S,6E)-7-[3-(4-fluorophényl)-1-(propan-2-yl)-1H-indol-2-yl]-3,5-dihydroxyhept-6-énoïque
- acide (3S,5R,6E)-7-[3-(4-fluorophényl)-1-(propan-2-yl)-1H-indol-2-yl]-3,5-dihydroxyhept-6-énoïque

## Indications
- Hypercholestérolémie essentielle pure,
- Hyperlipidémie mixte,
- prévention de l'infarctus du myocarde,
- Prévention des décès de cause coronaires et de récidives post infarctus chez un patient avec un cholestérol normal
- Hyperlipidémie après transplantation d'organe chez le sujet sous immunosuppresseur.

## Effets indésirables
- Troubles digestifs : constipation, nausée, crampes gastrointestinales, troubles dyspeptiques, flatulences, diarrhées.
- Myopathie avec myalgie sans gravité, élévation des CK (créatine kinases) atteignant parfois 10 fois la normale et imposant l'arrêt du traitement.
- Rares : céphalées, asthénie, dépression, réactions cutanées allergique,  élévation des transaminases, tendinites, polynévrites sensitivo-motrices.
- Exceptionnels : insomnie, Alopécie, hypoglycémie, hyperglycémie, pancréatite, photosensibilisation, impuissance, thrombopénie, pneumopathie interstitielle.
- 2 à 3 personnes sur 100 000 : myopathie auto-immune associée aux statines.